# (32121) Joshuazhou
2000 LF9 (asteroide 32121) é um asteroide da cintura principal. Possui uma excentricidade de 0.06651410 e uma inclinação de 3.57166º.
Este asteroide foi descoberto no dia 5 de junho de 2000 por LINEAR em Socorro.